# 英雄联盟手游全球冠军杯
英雄联盟手游全球冠军杯（英語：League of Legends: Wild Rift Icons Global Championship，简称为Icons Championship、全球冠军杯）是由Riot Games公司举行的英雄联盟：激斗峡谷全球性电子竞技比赛，首届比赛于2022年开始举办。

## 赛制

### 2022年[4]
- 入围赛、小组赛、淘汰赛

2022年英雄联盟手游全球冠军杯分为入围赛、小组赛和淘汰赛三个阶段，并由全球8个赛区参赛。2022年英雄联盟全球冠军杯八个赛区冠军直接进入小组赛阶段，其余8个赛区共16支队伍将分为4组进行入围赛阶段，每组4支队伍通过双败赛制，BO3，角逐8个小组赛资格。小组赛阶段，8支种子队伍与8支入围赛队伍，共16支队伍，分为4组，每组由2支队伍1号种子队伍与2支入围赛队伍构成。每组将通过双败赛制，BO3，每组将会有2支队伍晋级淘汰赛阶段。淘汰赛阶段，每组排在第一队伍将对阵其他小组排名第二的队伍，通过单败赛制，BO5，获胜队伍将晋级半决赛。半决赛将采用八强淘汰赛同样赛制，获胜4支队伍进行单败赛制，BO5，将有2支队伍将晋级总决赛。总决赛，2支队伍将进行BO7赛制比赛，获得队伍将成为2022年英雄联盟手游全球冠军杯总冠军。
- 参赛资格分配
  - 2022年英雄联盟手游全球冠军杯参赛赛区为：
    - WRL（中国大陆赛区，4支）
    - WCS（东南亚赛区，4支）
    - WBR（巴西赛区，3支）
    - WCK（韩国赛区，3支）
    - WOL（拉丁美洲赛区，3支）
    - WREC（欧洲、中东及非洲赛区，3支）
    - WJC（日本赛区，2支）
    - WNS（北美赛区，2支）

## 历届决赛
| 赛季 | 冠军 | 比分 | 比分 | 亚军   | 冠軍造型備註                                                                                             |
| ---- | ---- | ---- | ---- | ------ | --- |
| 2022 | Nova | 4    | 0    | J Team | NOVA 路西恩（Nian）、NOVA 納瑟斯（Yami） 、NOVA 李星（Long）、 NOVA 雷玟（Y1ze）、 NOVA 魔甘娜（Remake） |